# 沖縄大学短期大学部
沖縄大学短期大学部（おきなわだいがくたんきだいがくぶ、英語: Okinawa Junior College）は、沖縄県那覇市国場555に本部を置いていた日本の私立大学である。1958年に設置され、2001年に廃止された。大学の略称は沖短。

## 概要

### 大学全体
- 沖縄県那覇市に所在した日本の私立短期大学で、設置主体は学校法人嘉数学園[2]。
- 1958年に財団法人嘉数学園による沖縄大学短期大学部として開学。当初は、昼間部2学科、夜間2学科体制で、一時期3学科となるも再び2学科体制に戻る[3]。1974年より文部省に認可される。設置学科は英語科の1学科[注 1]のみ。
- 1998年度の入学生を最後に[注釈 1]、2001年に短期大学としての使命を終える[6]。

### 教育および研究
- 沖縄大学短期大学部では、国際化社会における英語の知識と教養を身につけた人材育成をねらいに英語教育を専門教育としていた。英語、ビジネス、国際観光の各コースを置いていた[7]。

### 学風および特色
- 沖縄大学短期大学部にはII部が置かれ、勤労学生も少なからず在籍していた。
- 年齢層は二十歳前後から60歳代まで幅広く在籍していた。

## 沿革
- 1958年
  - 4月5日 琉球政府の学校教育法により沖縄大学短期大学部（おきなわだいがくたんきだいがくぶ）として以下の学科体制にて開学[注 3]。
    - 英文学科
      - 第一部 入学定員50名
      - 第二部 入学定員50名

    - 商経学科
      - 第一部 入学定員50名
      - 第二部 入学定員50名
- 1959年
  - 4月1日 以下の学科を増設する[8]。
    - 初等教育学科
- 1960年
  - 4月1日 初等教育学科の学生募集を最終とする。
- 1962年
  - 3月31日 初等教育学科を廃止する[8]。
- 1967年
  - 5月1日 学生数[10]/定員
    - 第一部 275/200
    - 第二部 225/200
- 1971年
  - 5月1日 学生数[11]/定員
    - 464
- 1973年
  - 5月1日 学生数[12]/定員
    - 英文学科
      - 第一部 52[注 4]/50
      - 第二部 48[注 5]/50

    - 商経学科
      - 第一部 73[注 6]/50
      - 第二部 119[注 7]/50
- 1974年
  - 2月1日 文部省[注 8]より正式認可される[注 9]。
    - 英語科
      - 第一部 入学定員50名
      - 第二部 入学定員50名
- 1975年
  - 5月1日 学生数[16]/入学定員
    - 英語科
      - 第一部 129[注 10]/200
      - 第二部 89[注 11]/200
- 1988年
  - 4月1日 沖縄大学短期大学部と改称[17]。
- 1992年
  - 5月1日 学生数[18]/入学定員
    - 英語科
      - 第一部 397[注 12]/200
      - 第二部 346[注 13]/200
- 1998年
  - 4月1日 この年度で学生募集が最終となる[注釈 1]。
  - 5月1日 学生数[19]/定員
    - 英語科
      - 第一部 233[注 14]/200
      - 第二部 189[注 15]/200
- 1999年
  - 1月 単位互換協定校の一つとなる[20]。
  - 5月1日 学生数[21]/定員
    - 英語科
      - 第一部 97[注 16]/100
      - 第二部 68[注 17]/100
- 2001年
  - 12月20日 左記をもって正式に廃止となる[6]。

## 基礎データ

### 所在地
- 沖縄県那覇市国場555

## 教育および研究

### 組織

#### 学科
- 英語科
  - 第一部 入学定員100名
  - 第二部 入学定員100名

##### 過去にあった学科
- 商経学科
  - 第一部 入学定員50名
  - 第二部 入学定員50名
- 初等教育学科
- なお、英文学科第一部、第二部については実質上英語科第一部、第二部として復活したとみなす。

#### 専攻科
- なし

#### 別科
- なし

#### 取得資格について
- 教職課程として中学校教諭二種免許状（英語）が英語科第一部にて設置されていた[注 18]。

### 研究
- 『沖縄短大論叢』[24]ほか。

## 学生生活

### 部活動・クラブ活動・サークル活動
- 沖縄大学短期大学部で活動していたクラブ活動：基本的には沖縄大学と混合となっていた。

### 学園祭
- 沖縄大学短期大学部の学園祭は沖縄大学と同様「沖大祭」と呼ばれていた。短大が併設されていた時分には憂歌団によるライブが催されたことがある。

## 大学関係者と組織

### 大学関係者一覧
歴代学長
- 新崎盛暉
- 佐久川政一

## 施設

### キャンパス
- 沖縄大学と共同使用。

### 寮
- なし

## 対外関係

### 系列校
- 沖縄大学
- 沖縄尚学高等学校・附属中学校

## 卒業後の進路について

### 編入学･進学実績
- 系列の沖縄大学への編入学が主たるものとなっていた[7]。